# سزار ناواس
سزار ناواس (انگلیسی: César Navas؛ زادهٔ ۱۴ فوریهٔ ۱۹۸۰) بازیکن فوتبال اهل اسپانیا است.
از باشگاه‌هایی که در آن بازی کرده‌است می‌توان به باشگاه فوتبال راسینگ سانتاندر، باشگاه فوتبال رئال مادرید، باشگاه فوتبال روبین کازان، باشگاه فوتبال رئال مادرید کاستیا، باشگاه خیمناستیک تاراگونا، باشگاه فوتبال روستوف، و باشگاه فوتبال مالاگا اشاره کرد.
وی همچنین در تیم‌های ملی فوتبال زیر ۱۷ سال اسپانیا و زیر ۱۸ سال اسپانیا بازی کرده‌است.